# Вагнер, Манфред
Ма́нфред Ва́гнер (нем. Manfred Wagner; 31 августа 1938, Мюнхен — 10 февраля 2015, Мюнхен) — западногерманский футболист, игравший на позиции защитника. Известен по выступлениям за «Мюнхен 1860», с которым в 1966 году стал чемпионом Германии.

## Биография

### Игровая карьера
Вагнер всю футбольную карьеру играл за «Мюнхен 1860», за который дебютировал 5 октября 1958 года в матче Оберлиги Юг против «Мангейма». В составе «львов» он сыграл суммарно 13 сезонов, выиграл чемпионский титул в 1966 году, Кубок Германии, а также «Мюнхен 1860» дошёл до финала Кубка обладателей кубков УЕФА в 1965 году, в котором немецкая команда проиграла английскому «Вест Хэму» со счётом 2:0.
В 1970 году «Мюнхен 1860» вылетел в Региональную лигу и Вагнер стал единственным игроком из чемпионского состава, который остался в команде. Всего во всех лигах Вагнер сыграл за «синих» 312 матчей и забил 8 голов.

### Смерть
Скончался 10 февраля 2015 года в возрасте 76 лет.

## Достижения
«Мюнхен 1860»
- Чемпион Германии (1) : 1965/66
- Обладатель Кубка Германии (1) : 1963/64
- Финалист Кубка кубков УЕФА: 1965